# 科伊柳爾基區
13°50′13″S 72°25′52″W / 13.83694°S 72.43111°W
科伊柳爾基區（西班牙語：Distrito de Coyllurqui），是秘魯的一個區，位於該國南部阿普里馬克大區的科塔班巴斯省，始建於1942年11月19日，面積419平方公里，海拔高度3,165米，2005年人口7,909，人口密度每平方公里19人。